# Mescalin
Mescalin oder Meskalin ist ein psychedelisch und halluzinogen wirksames Alkaloid aus der Stoffgruppe der Phenethylamine.

## Vorkommen

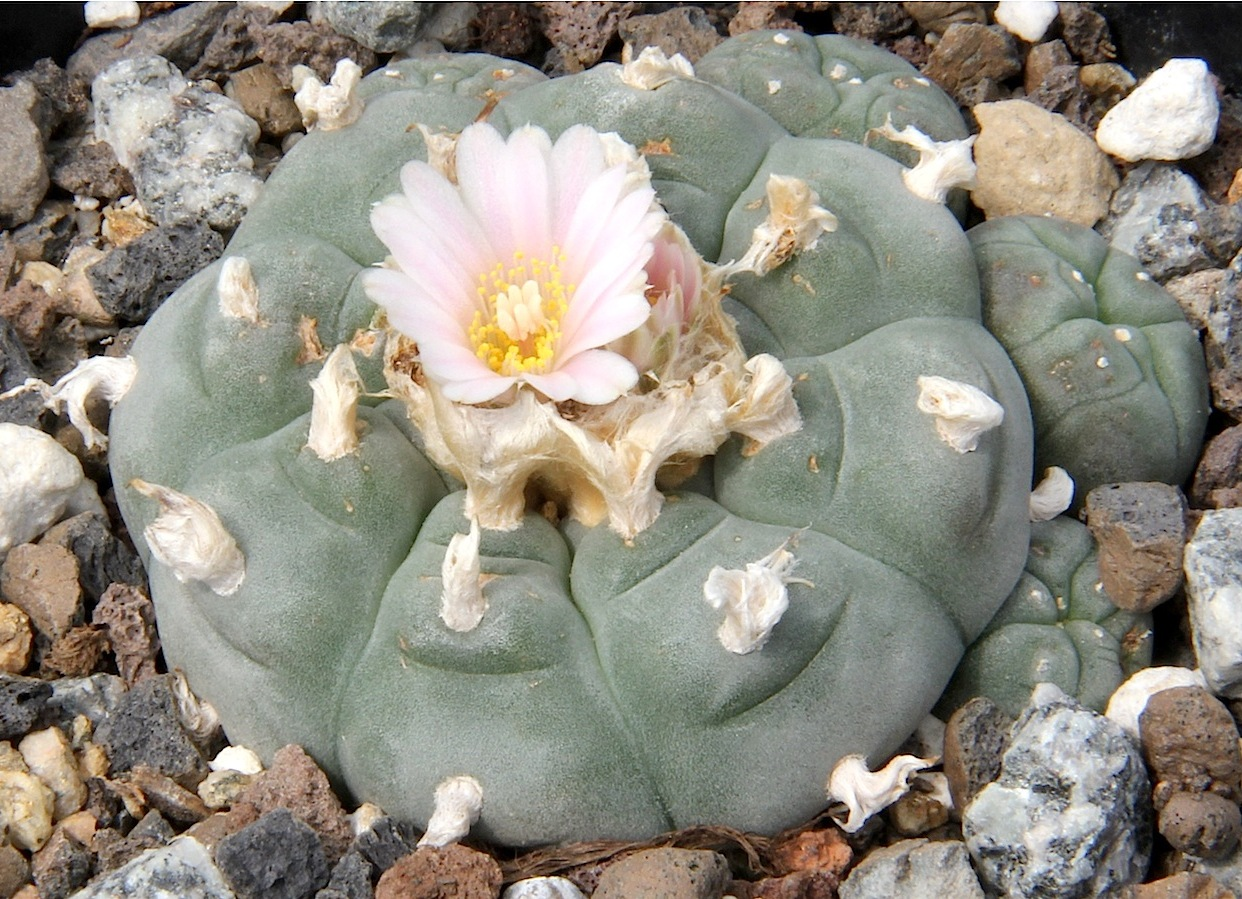
Der Peyote-Kaktus Lophophora williamsii enthält als Hauptwirkstoff Mescalin.

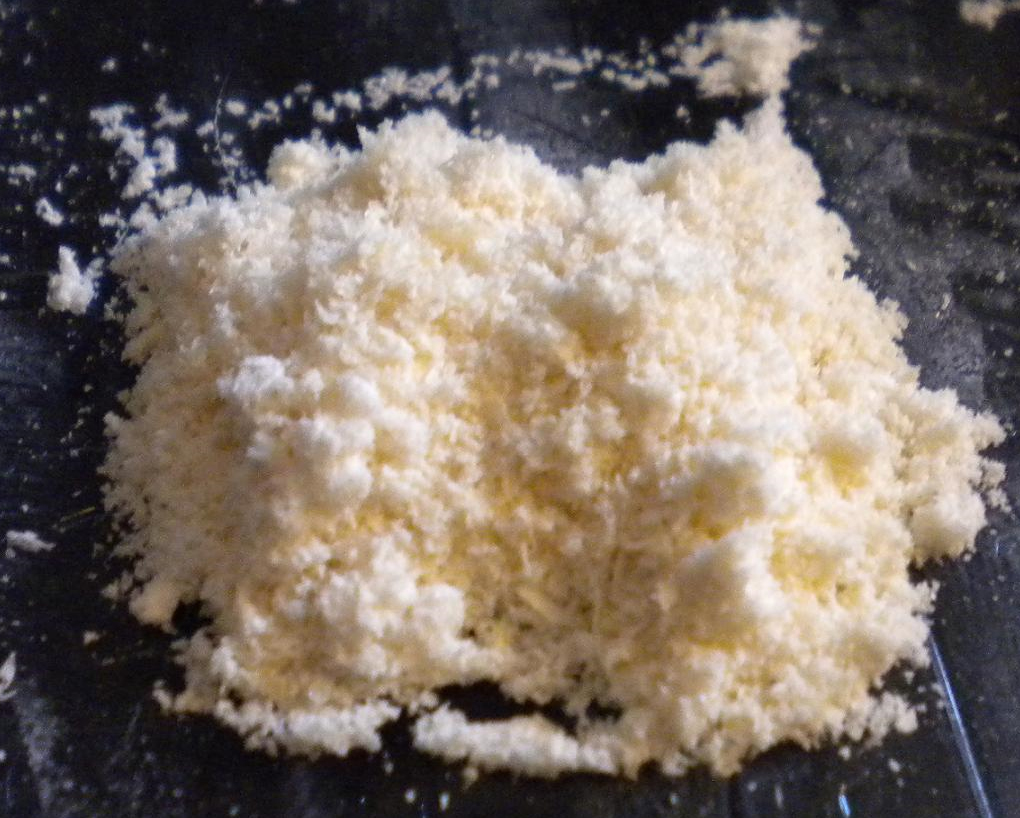
Biogenes, isoliertes kristallines Mescalin

Mescalin findet sich im mittelamerikanischen Peyote-Kaktus (Lophophora williamsii), in den Kakteen Echinopsis pachanoi, Echinopsis peruviana, Echinopsis lageniformis, Echinopsis santaensis und Echinopsis schoenii aus der südamerikanischen Kakteengattung Echinopsis sowie in vielen weiteren Kakteenarten in geringen Spuren (unter 0,1 % Gesamtgehalt).

## Geschichte

### Entdeckung und Synthese
Louis Lewin beschrieb 1888 den nach ihm benannten Kaktus „Anhalonium Lewinii“ (Lophophora williamsii, Peyote), dessen chemisches Prinzip er extrahierte und untersuchte. Dieses nannte er „Anhalonin“ (eine mescalinhaltige Alkaloidfraktion). Zur selben Zeit stellte auch Arthur Heffter Forschungen über Lophophora williamsii an, wobei er den Reinstoff Mescalin erstmals 1896 isolierte; Ernst Späth gelang 1919 die Strukturaufklärung und die erste Totalsynthese.

### Verwendung
Als Halluzinogen war Mescalin neben LSD in der Drogenszene der 1960er-Jahre weit verbreitet. Es wurde mit Blick auf den sozialen Kontext der US-amerikanischen Indigenen-Reservate von einigen Medizinern und Ethnologen wiederholt als Alternative zum Alkohol vorgeschlagen.

Die Wirkung von Mescalin ist im 20. Jahrhundert außer von Anthropologen (besonders von Richard Evans Schultes, Weston La Barre, J. S. Slotkin) sowie Neurowissenschaftlern (Heinrich Klüver) auch von manchen Schriftstellern und Künstlern erforscht worden, unter anderem von Aldous Huxley, Antonin Artaud, Allen Ginsberg, Ernst Jünger, Carlos Castaneda und Henri Michaux.
Von der ethnobotanischen Nutzung von mescalinhaltigen Kakteen zeugen Funde von Tonwaren, Textilien, Grabfiguren und Felszeichnungen aus der amerikanischen Frühgeschichte. Bei der Ankunft der Spanier in Peru war die Nutzung von Trichocereus macrogonus var. pachanoi als zeremonielle Pflanze verbreitet. Die römisch-katholische Kirche verfolgte diese rituellen Nutzungen. Für die 1914 gegründete Native American Church wurde in den USA eine Sonderregel festgelegt, die es den Gläubigen erlaubt, den Peyote-Kaktus oder das darin enthaltene Meskalin zu besitzen und zu konsumieren.

## Chemie
Mescalin kann aus Kakteen mittels Extraktion gewonnen werden, es lässt sich aber auch synthetisch herstellen. Strukturverwandt mit Mescalin ist das 3-Methoxy-4,5-methylendioxyamphetamin (MMDA), welches nach Einnahme von Myristicin, einem Inhaltsstoff des Muskatnussöls, möglicherweise als Stoffwechselprodukt entsteht. MMDA ist das Methoxy-Analogon des 3,4-Methylendioxyamphetamins (MDA). Auch sind 3,4,5-Trimethoxyamphetamin (TMA), 2,4,5-Trimethoxyamphetamin (TMA-2) und 2,4,6-Trimethoxyamphetamin (TMA-6) bekannte Amphetamin-Analoga des Mescalins mit ähnlich psychedelischer Wirkung. Der Mescalingrundkörper war Vorlage für die Entwicklung der 2C-Stoffgruppe sowie Vertreter der Dimethoxyamphetamine.

## Analytik
Zur qualitativen und quantitativen Bestimmung des Stoffs kommt nach angemessener Probenvorbereitung die Kopplung der HPLC oder Gaschromatographie mit der Massenspektrometrie zur Anwendung.

## Pharmakologie
Die Pharmakodynamik des Mescalins besteht in einer Bindung und Aktivierung des Serotonin-Rezeptors 5-HT2A als Partialagonist mit relativ starker Affinität (Bindungsstärke). Auch besteht eine Wirkung am Serotonin-Rezeptor 5-HT2C.
Die oral wirksame Dosis wird mit 200 bis 400 mg (als Mescalin-Sulfat) und 178 bis 356 mg (als Mescalin-Hydrochlorid) angegeben. Der Rausch selbst hält dann sechs bis neun Stunden an. Nachwirkungen können bis zu zwölf Stunden wahrgenommen werden. Die Plasmahalbwertszeit von Mescalin wird mit sechs Stunden angegeben.
Bevor die Wirkung einsetzt, kommt es meist zu Übelkeit und oft auch zu Erbrechen. Zunächst setzen Hyperaktivität und innere Unruhe ein, dann leicht veränderte Wahrnehmung und ein intensiviertes Farbensehen. Halluzinatorische Visionen und Traumbilder mit Realitätsverlust und Glücksgefühlen treten auf. Intensiv leuchtende Farben werden wahrgenommen. Die Wahrnehmung mit allen Sinnen ist subjektiv deutlich geschärft. Es kommt häufig zu Synästhesien.

## Risiken des Drogenkonsums

Vergleich von Abhängigkeitspotential und Verhältnis zwischen üblicher und tödlicher Dosis verschiedener psychoaktiver Substanzen und Mescalin (nach R. S. Gable)

Mescalin kann unter Umständen eine substanzinduzierte Psychose oder persistierende Wahrnehmungsstörungen (Hallucinogen persisting perception disorder, HPPD) auslösen. Auch können sogenannte „Horrortrips“ auftreten; es wurde jedoch gezeigt, dass sich je nach Set und Setting diese stark reduzierten.
Bei starker Erregung ist unter anderem medizinische Behandlung indiziert – „Goodman & Gilman’s The Pharmacological Basis of Therapeutics“ schlägt Diazepam peroral vor, allerdings haben sich beruhigende Gespräche als wirksam erwiesen und sind daher als erste Maßnahme angezeigt. Antipsychotika können das Erleben verstärken und sind daher nicht angezeigt.
In einer retrospektiven Querschnittsstudie (2013) von Patientenangaben in Fragebögen aus den Jahren 2001 bis 2004 wurde ein möglicher statistischer Zusammenhang zwischen ärztlicher Behandlung innerhalb des vergangenen Jahres wegen psychischer oder psychiatrischer Probleme und mindestens einmaliger Einnahme von Mescalin/Peyote während des gesamten Lebens untersucht. Die Unterlagen des National Survey of Drug Use and Health (NSDUH), durchgeführt vom Gesundheitsministerium der USA, lieferten die Daten von 130.152 solcher Patienten für diesen Zeitraum. Davon hatten 9.374 angegeben, mindestens einmal im Leben Mescalin/Peyote eingenommen zu haben. Ein statistisch signifikanter Zusammenhang zwischen den untersuchten Variablen wurde nicht gefunden. Die Autoren folgerten daraus, dass eine mindestens einmalige Einnahme von Mescalin/Peyote während des gesamten Lebens kein unabhängiger Risikofaktor für psychische Probleme des vergangenen Jahres sei. Sie wiesen jedoch darauf hin, dass eine Studie dieser Art keine Hinweise auf mögliche ursächliche Zusammenhänge gebe.
Ein besonderes Risiko besteht in der Kombination mit MAO-Hemmern, die in Medikamenten wie Antidepressiva (Moclobemid) und dopaminerg wirkenden Anti-Parkinson-Mitteln (Selegilin) sowie in der halluzinogenen Droge Ayahuasca (Harmalin) enthalten sind. Da MAO-Hemmer die Wirkung von serotonergen Stoffen, zu denen Mescalin zählt, in erheblichem und unvorhersehbarem Maße verstärken,  besteht hier ein unkalkulierbares Risiko, auch vor dem Hintergrund, dass manche MAO-Hemmer über Tage nachwirken. Typische Folgen der Kombination von Mescalin mit MAO-Hemmern sind Erscheinungen des Serotoninsyndroms, die durch Störung der Steuerung der Atemmuskulatur bis zum Tode führen können.

## Rechtslage
In den 1950er und 1960er Jahren war Mescalin noch legal; viele Psychotherapeuten, Philosophen und Forscher experimentierten damit. Mit der Vierten Betäubungsmittel-Gleichstellungsverordnung (4. BtMGlV) vom 21. Februar 1967, in Kraft getreten am 25. Februar 1967, wurde Mescalin in der Bundesrepublik Deutschland den betäubungsmittelrechtlichen Vorschriften des Opiumgesetzes unterstellt. Weltweit illegalisiert wurde es 1971 durch die UN-Konvention über psychotrope Stoffe. In den USA stehen auf Mescalinbesitz bis zu fünf Jahre Haft.
Mescalin ist in Deutschland aufgrund seiner Aufführung in der Anlage I BtMG ein nicht verkehrsfähiges Betäubungsmittel. Der Umgang ohne Erlaubnis ist grundsätzlich strafbar.
In Österreich und Deutschland sind lebende mescalinhaltige Kakteen wie Lophophora williamsii oder Kakteen der Kakteengattung Echinopsis (früher Trichocereus) nicht im Betäubungs- bzw. Suchtmittelgesetz aufgeführt. Der Besitz und Handel sind erlaubt, sofern botanische Zwecke verfolgt werden. Handel und Besitz zubereiteter Pflanzenteile zur Verwendung als Droge sind auf Grund des enthaltenen Mescalins verboten.